# Vlag van Hannover

Vlag van de gemeente Hannover

De vlag van Hannover  is op onbekende datum vastgesteld als de gemeentelijke vlag van de Duitse gemeente Hannover aangenomen als gemeentevlag, met als beschrijving:
Twee even hoge banen van rood en van wit met op het midden het wapenschild van de gemeente.

## Geschiedenis
De nationale vlag van Hannover, een keurvorstendom (1692-1815) en koninkrijk (1815-1866) in het huidige Nedersaksen, bestond uit twee even hoge horizontale banen in de kleuren geel (boven) en wit. In het midden van de staatsvlag werd het staatswapen geplaatst.

## Historische vlaggen

Vlag van het Koninkrijk Hannover
Staatsvlag van het Koninkrijk Hannover
Vlag van het Keurvorstendom Brunswijk-Lüneburg
Persoonlijke standaard van de Koning van Hannover.

## Verwante afbeeldingen

Wapen van Hannover
Vlag van Regio Hannover

Rijksstad Aken · Anhalt · Baden · Bataafse Republiek · Koninkrijk der Beide Siciliën · Koninkrijk Beieren · Groothertogdom Berg · Hertogdom Bourgondië · Brunswijk · Cornwall · Koninkrijk Dalmatië · Vrije Stad Danzig · Duitse Democratische Republiek · Duitse Rijk · Deutschösterreich · Engelse Gemenebest · Koninkrijk Etrurië · Vrijstaat Fiume · Republiek Gumuljina · Koninkrijk Hannover · Hanze · Heilige Roomse Rijk · Herceg-Bosna · Hessen-Darmstadt · Hessen-Kassel · Hessen-Homburg · Volksstaat Hessen · Idel-Oeral Staat · Joegoslavië · Kerkelijke Staat · Koeban · Koerland · Republiek Krakau · Lucca · Prinsbisdom Luik · Luikse Republiek · Mecklenburg-Schwerin · Mecklenburg-Strelitz · Memelland · Midden-Litouwen · Nazi-Duitsland · Neutraal Moresnet · Occitanië · Oldenburg · Oost-Roemelië · Oostenrijk-Hongarije · Ottomaanse Rijk · Parthenopeïsche Republiek · Pommeren · Pruisen · Republiek Ragusa · Reuss jongere linie · Reuss oudere linie · Volksstaat Reuss · Rijnprovincie · Protectoraat Saarland · Saksen · Saksen-Altenburg · Saksen-Coburg en Gotha · Saksen-Hildburghausen · Saksen-Meiningen · Savoie · Servië en Montenegro · Sovjet-Unie · Transkaukasische Socialistische Federatieve Sovjetrepubliek · Tsjecho-Slowakije · Unie van Kalmar · Republiek Venetië · Waldeck-Pyrmont · Westfalen · Weimarrepubliek · Württemberg ·  Republiek der Zeven Verenigde Nederlanden (1572-1795) · Republiek der Zeven Verenigde Nederlanden (1650-1795)